# Straßen in der DDR

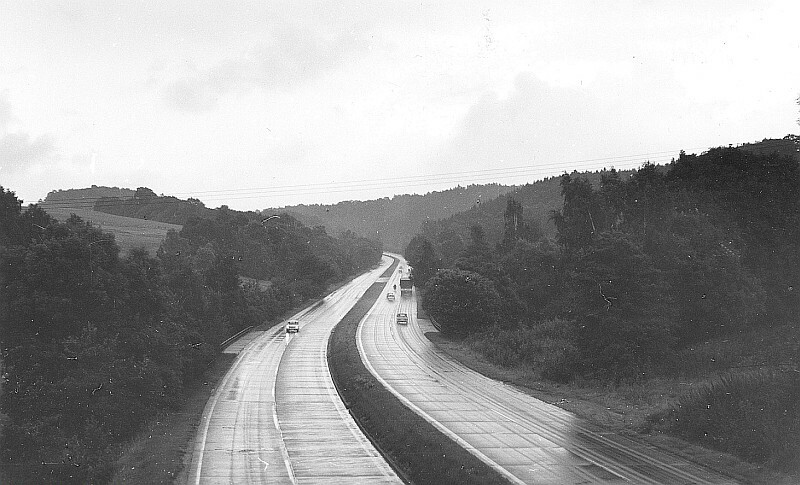
Autobahn bei der Dammmühle im Tanneberger Loch 1981 (ehemalige Trasse der A 4, heute renaturiert)

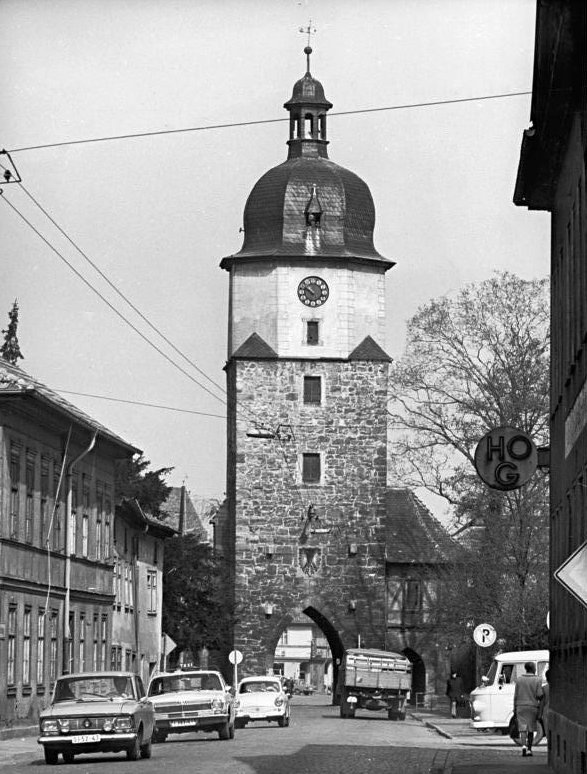
Fernverkehrsstraße 4 in Arnstadt

Zeichen für den Beginn einer Schnellstraße nach der DDR-StVO von 1956

Das mit der DDR-StVO von 1964 eingeführte Zeichen für den Durchreiseverkehr

Die Klassifikation der Straßen in der DDR bestand aus Autobahn, Fernverkehrsstraße, Landstraße I. und II. Ordnung sowie Stadt- und Schnellverkehrsstraße. Entsprechend der behördlichen Zuständigkeit wurde zudem zwischen Staats- und Bezirksstraße unterschieden.

## Statistisches
Im Jahre 1960 gab es in der DDR insgesamt 12.335 km Staatsstraßen, 33.144 km Bezirksstraßen und 1378 km Autobahnen. Zum Stand 31. Dezember 1983 betrug die Gesamtlänge der Autobahnen in der DDR 1815,4 km, davon 117,1 km zweistreifig (ein Fahrstreifen in jede Richtung) und 11,8 km sechsstreifig (drei Fahrstreifen in jede Richtung).

## Autobahnnetz
Das Autobahnnetz der DDR war nur für interne Zwecke nummeriert. Die Identifikation erfolgte durch Nennung der verbundenen Orte auf blauen Schildern mit weißer Schrift. Die Nummern waren nicht ausgeschildert. Mit dem Hermsdorfer Kreuz, dem Schkeuditzer Kreuz und dem Schönefelder Kreuz gab es drei Autobahnkreuze sowie insgesamt 13 Abzweige (vergleichbar mit den heutigen Autobahndreiecken). Entlang der Autobahnen gab es insgesamt 212 Anschlussstellen, davon 33 provisorische, 302 Parkplätze, 16 Raststätten und 18 Tankstellen. Die zulässige Höchstgeschwindigkeit betrug 100 km/h.
An den Autobahnen in der DDR gab es darüber hinaus zahlreiche sog. „wilde“ oder „blinde“ Anschlussstellen, welche zwar körperlich existierten, aber nicht als Anschlussstelle gewidmet und ausgewiesen waren. Trotz Verbotes und gelegentlichen Polizeikontrollen wussten ortskundige Fahrer diese zu nutzen. Nach der Wende wurden einige davon offiziell als Anschlussstelle ausgewiesen und ausgebaut, wie z. B. die Abfahrt Droyßig an der A9, andere wiederum wurden beseitigt.
Eine besondere Rolle spielten die Transitstrecken, die eine Passage zwischen der Bundesrepublik Deutschland und West-Berlin ermöglichten. Die Hauptlast trug dabei die heutige A 2.
Das Autobahnnetz bestand zunächst lediglich aus den ehemaligen Reichsautobahnen. Erst Ende der 1950er Jahre beschloss die Staatsführung den Bau neuer Verbindungen. Bis zur Wiedervereinigung umfasste der Neubau folgende Strecken bzw. Abschnitte:
- Verlängerung der Autobahn Berlin – Frankfurt (Oder) bis zur Grenze nach Polen (heutige A 12) im Jahr 1957.
- Der Abzweig Cottbus (heutiges Autobahndreieck Spreewald) wurde 1962 gebaut.
- 1970/1971 Eröffnung der Strecke Leipzig – Grimma bzw. Grimma – Abzweig Nossen (heutige A 14).
- Bau der Autobahn Berlin – Rostock (heutige A 19 und A 24) von 1970 bis 1978.
- Der „Berliner Ring“ (heutige A 10) wurde in zwei Bauabschnitten zwischen 1972 und 1979 geschlossen
- Bau der Autobahn vom Grenzübergang Zarrentin bis Wittstock/Dosse (heute Teilstück der A 24) von 1978 bis 1982, der Bau wurde durch die Bundesrepublik Deutschland finanziert.
- Bau eines Zubringers vom Berliner Ring in Richtung Grenzübergang Heiligensee/Stolpe bis 1982, heute Teilstück der A 111.
- Bau der Autobahn vom Abzweig Schwerin nach Schwerin-Süd (heute: Schwerin-Ost) von 1982 bis 1986. Nach der Wende erhielt die Autobahn die Bezeichnung A 241, heute ist sie Teilstück der A 14. Zu DDR-Zeiten sollte die Autobahn den Wismarer Hafen mit der bestehenden Autobahn Zarrentin–Wittstock/Dosse verbinden, dieses Vorhaben wurde nicht vollendet.
- Verlängerung der heutigen A 4 von Eisenach zur innerdeutschen Grenze bei Herleshausen mit Neubau der Werratalbrücke Hörschel und dem Grenzübergang Wartha/Herleshausen in den Jahren 1983/1984; finanziert durch die Bundesrepublik Deutschland.

Dagegen kamen die Arbeiten an der (schon vor dem Krieg geplanten) Autobahn Halle-Magdeburg (heute A 14) nicht über das Planungsstadium hinaus, ebenso wie die seit den 1960er Jahren vorgesehene Autobahnverbindung Dresden-Prag (heutige Bundesautobahn 17).
Der Abschnitt des Berliner Rings zwischen den Abzweigen Drewitz und Leipzig war der einzige sechsstreifig ausgebaute Autobahnabschnitt. Der längste zweistreifig befahrbare Abschnitt lag zwischen Dresden und Bautzen.
Bedingt durch nur zögerlich getätigte Investitionen waren die Straßen der DDR auch in den 1980er Jahren noch oft in mäßigem oder sogar sehr schlechtem Zustand.
Zwar hatte die DDR in den 1960er und 1970er Jahren ein umfangreicheres Straßenbauprogramm vorgenommen:
Viele Straße wurden überhaupt erst befestigt, andere auf zwei volle Fahrspuren verbreitert und einige auf kurzen Teilstücken umtrassiert. Zudem war vor allem durch den Braunkohlebergbau immer wieder die Verlegung von Straßen notwendig. Der Erfolg dieser Maßnahmen blieb aber bescheiden und ein den Ansprüchen genügendes Straßennetz stand in der DDR zu keiner Zeit zur Verfügung – weder qualitativ noch quantitativ. Mit dem Einsetzen der Wirtschaftskrise wurde seit Anfang der 1980er Jahre der DDR-Straßenbau ohnehin auf ein unbedingt notwendiges Minimum zurückgefahren.
Nach der Wende 1989/1990 wurden die Autobahnen im Rahmen der Verkehrsprojekte Deutsche Einheit mit Milliardenaufwand saniert und entsprechend den moderneren Fahrzeugen und dem stark angewachsenen Verkehrsaufkommen ausgebaut. Heute existieren nur einige wenige kurze Abschnitte, die noch immer unsaniert sind.

## Fernverkehrsstraßen

Nummernschild der Fernverkehrsstraße 96 (Bundesstraße 96) nach der DDR-StVO-Novelle von 1956

Fernverkehrsstraßen (Abkürzung „F“) stellten in der DDR das Pendant zu den westdeutschen Bundesstraßen dar. Deren Nummerierung wurde im Wesentlichen von den früheren Reichsstraßen übernommen. Da in der Bundesrepublik Deutschland dasselbe für die Bundesstraßen galt, konnte das Nummernsystem nach der deutschen Wiedervereinigung problemlos wieder zusammenwachsen. Auf den Fernverkehrsstraßen galt ebenso wie auf allen Straßen außerhalb von Ortschaften seit 1978 ein generelles Tempolimit von 80 km/h (vorher 90 km/h). Ebenso galt seit 1978 ein generelles Parkverbot auf Fernverkehrsstraßen.
In den 1980er Jahren hatte die DDR Granitpflaster als Exportgut für westliche Länder entdeckt. Vor allem auf Landstraßen wurde daher im Fall einer Fahrbahnsanierung oft das Pflaster entfernt, bevor die Fahrbahndecke in Asphalt oder Beton neu ausgeführt wurde.

## Europastraßen
Folgende Europastraßen führten durch das Gebiet der DDR:
- E 22: Grenzübergang Schlutup B 104 – Selmsdorf B 105 – Rostock – Stralsund – Sassnitz
- E 26: Autobahn Zarrentin – Berliner Ring (Abzweig Rostock) (heutige A 24)
- E 28: Autobahn Berliner Ring (Abzweig Prenzlau) – Pomellen (heutige A 11)
- E 30: Autobahn Marienborn – Berliner Ring – Frankfurt (Oder) (heutige A 2, A 10 und A 12)
- E 40: Autobahn Eisenach – Hermsdorfer Kreuz – Bautzen (heutige A 4) – Görlitz (heutige B 6)
- E 49: Fernverkehrsstraßen 71, 6 und 100 Magdeburg – Könnern – Halle (Saale) – Halle-Peißen (heutige B 71, B 6 und B 100); Autobahn Halle-Peißen – Schkeuditzer Kreuz – Schleiz (heutige A 14 und A 9); Fernverkehrsstraßen 282 und 92 Schleiz – Plauen – Grenzübergang Schönberg (heutige B 282 und B 92)
- E 55: Autobahn Rostock – Berliner Ring (Abzweig Rostock) – Schönefelder Kreuz – Dresden (heutige A 19, A 24, A 10, A 13 und A 4); Fernverkehrsstraße 170 Dresden – Grenzübergang Zinnwald/Georgenfeld (heutige B 170)
- E 251: Sassnitz (zusammen mit der E 22) – Stralsund – Greifswald – Neubrandenburg – Berlin (wie B 96)
- E 441: Autobahn Karl-Marx-Stadt – Pirk (heutige A 72)